# Sólo vine a hablar por teléfono
Sólo vine a hablar por teléfono es el quinto relato del compendio de doce cuentos redactados por Gabriel García Márquez a lo largo de dieciocho años, que conforman el libro llamado Doce cuentos peregrinos.

## Resumen
El cuento Solo vine a Hablar por teléfono trata de una joven llamada María de la Luz Cervantes, de 27 años, cuando en una tarde lluviosa de camino hacia Barcelona se le averió su coche en medio del desierto. Al cabo de unas horas de estar sola, un conductor de autobús decide ayudarla advirtiéndole que no iba muy lejos; María solo le respondió que lo que necesitaba era un teléfono, para avisar a su marido de que no llegaría a los compromisos. María  aturdida y olvidó llevarse las llaves de su coche. 
Al montarse en el autobús se da cuenta de que estaba lleno de mujeres de edades diferentes con distintas condiciones y que la mayoría dormían. Ella se acurrucó en el asiento y se quedó dormida al igual que las otras. Al despertarse era de noche y no tenía ni idea de dónde se encontraba ni cuánto tiempo había pasado. María solo preguntaba si había un teléfono para hablar con su esposo. Le explicó a una mujer lo que le había sucedido pero nadie le creía y la encerraron en un dormitorio.María se había dado cuenta porqué aquellas mujeres del autobús estaban sedadas; estaba en un hospital de enfermos mentales (hospital psiquiátrico). Al darse cuenta de esto trató de escapar pero una de las guardias se dio cuenta y la inmovilizó con una llave. Sus lamentos y protestas no sirvieron de nada ya que al día siguiente fue inscrita como una enferma mental. 
Su marido empezó a preocuparse por su tardanza y preguntó a su familia en Zaragoza. Allí le dijeron que había salido el día de antes. La preocupación de su marido tenía otros motivos que pensar en un posible accidente, puesto que, en una ocasión, María lo había abandonado por un hombre que le ofreció matrimonio y luego la dejó plantada en el altar. Pero, además, los celos le hacían sospechar de su esposa. Saturno, era mago y durante los dos últimos años, una vez casados, ella había compartido las actuaciones de magia que éste realizaba y se había vuelto más juiciosa. Saturno pensó que de nuevo lo había abandonado y decidió olvidarse para siempre de ella. En una ocasión, y por casualidad, María consiguió acceder a un teléfono y llamó a su casa. El marido, al descolgar no la escuchó y después de insultarle le colgó el teléfono. Tuvo que acceder a ciertas proposiciones de una guardiana para conseguir que ésta mandara un mensaje a su marido. La guardia aceptó siempre que el trato se mantuviera en secreto.
Saturno el Mago llegó al hospital. El director le recibió en su oficina y le hizo un informe sobre el estado de su esposa. Nadie sabía cómo María había llegado allí pero el director intrigado quería saber cómo Saturno había sabido del paradero de su esposa. Éste protegió a la guardiana diciendo que se lo había dicho la compañía de seguros del coche. El director le sugiere que espere un poco más hasta que ella mejore su estado de salud. Por lo tanto recomienda no sacarla del lugar. Saturno, sin inmutarse, decide creer en la palabra del médico, antes que en la explicación de María. Así, durante un tiempo, el Mago Saturno visita a María de la Luz, quien lo rechaza luego de su acción desleal. Saturno no se inmuta, e incluso tiene un romance con otra mujer y no deja de visitar el lugar para dar su espectáculo, hasta la demolición del sitio, perdiendo la pista de María, quien se acostumbra a vivir ahí.
- Datos: Q20019029